# 주한 브라질 대사관
주한 브라질 대사관(포르투갈어: Embaixada do Brasil em Seul)은 대한민국 서울특별시 종로구에 있는 브라질 대사관이다.

## 공관 연혁
- 1959년 10월 31일 : 대한민국-브라질 국교 수립[2]:104쪽
- 1965년 5월 : 주한 상주 브라질 대사관 개설[2]:105쪽
- 1967년 : 주한 상주 브라질 대사관 개설 이래, 첫 주한 브라질 대사 임명
- 2010년 : 주한 브라질 대사관 국방무관 직위 설치[3]
- 2012년 3월 16일 : 주한 브라질문화원(Centro Cultural Brasileiro) 개설[4]

## 역대 공관장
| 대수                                        | 이름                                | 포르투갈어 이름                      | 신임장 제정일   | 비고 |
| ------------------------------------------- | ----------------------------------- | ------------------------------------ | --------------- | ---- |
| 주일본 겸 주한 브라질 대사 (일본 도쿄 상주) |                                     |                                      |                 |      |
| 제1대                                       | 지시오 드 무라                      | Decio de Moura                       | 1961년 10월 6일 |      |
| 주한 브라질 대사                            |                                     |                                      |                 |      |
| 제2대                                       | 로베르토 바텔로자                   | Roberto Barthel Rosa                 | 1967년 8월 23일 |      |
| 제3대                                       | 밀튼 팔레스 리베이로                | Minton Telles Ribeiro                | 1969년 2월 14일 |      |
| 제4대                                       | 조아킴 데 알메이다 세라             | Joaquim de Almeida Serra             | 1973년 10월 3일 |      |
| 제5대                                       | 라이문도 노나토 로욜라데 카스트로   | Raimundo Nonnato Logola de Castro    | 1977년 4월 22일 |      |
| 제6대                                       | 프레데리코 카르나우바               | Frederico Carnauba                   | 1978년 9월 13일 |      |
| 제7대                                       | 모아시르 모레이라 마르틴스 페레이라 | Moacyr Moreira Martins Ferreira      | 1987년 10월     |      |
| 제8대                                       | 루이스 마토소 아마도                | Luiz Mattoso Moia Amado              | 1989년 12월     |      |
| 제9대                                       | 세르지오 세라                       | Sergio Barbosa Serra                 | 1997년 2월      |      |
| 제10대                                      | 파울로 핀토                         | Pedro Paulo Pinto Assumpção          | 2003년 8월 28일 |      |
| 제11대                                      | 셀리나 두 발리 뻬레이라             | Celina M. Assumpção do Valle Pereira | 2006년 10월 4일 |      |
| 제12대                                      | 에지문도 수쑤무 후지타              | Edmundo Sussumu Fujita               | 2009년 7월 29일 |      |
| 제13대                                      | 루이스 페르난두 지 안드라지 세하    | Luís Fernando de Andrade Serra       | 2016년 7월 1일  |      |
| 제14대                                      | 루이스 엔히끼 소브레이라 로페스     | Luis Henrique Sobreira Lopes         | 2018년 10월     |      |

## 같이 보기

### 일반 주제
- 브라질의 재외공관 목록
- 대한민국 주재 외국공관 목록
- 주브라질 대한민국 대사관
- 대한민국-브라질 관계

### 주변국에 설치된 브라질 대사관
- 주일본 브라질 대사관
- 주중국 브라질 대사관